# محمد شوکان
محمد شوکان (عربی: محمد شوكان؛ زادهٔ ۲۱ مهٔ ۱۹۹۳) بازیکن فوتبال اهل عراق است.
وی همچنین در تیم‌های ملی فوتبال زیر ۲۳ سال عراق، و عراق بازی کرده‌است.